# Copa Cataluña de fútbol 2013-14
La Copa Cataluña de Fútbol 2013-14 fue la edición número 25.ª edición de la competición, la cual se dio inicio el 1 de junio de 2013 y finalizó el 21 de mayo de 2014. Las semifinales y la final se disputaron en el Estadio Municipal de Montilivi de la ciudad de Gerona. El campeonato contó con la participación de equipos de las divisiones Primera, Segunda, Segunda B y Tercera Catalana. Esta edición estuvo caracterizada por la falta de entendimiento entre las dos entidades que disputarían la final y la Federación Catalana de Fútbol en cuanto a las fechas y los jugadores a convocar. El R. C. D. Espanyol admitía llevar a jugadores del primer equipo con la condición de que el F. C. Barcelona así lo hiciese. Los segundos no aceptaron y finalmente se decidió llevar a los conjuntos filiales de ambos equipos. Por este conflicto la Federación Catalana decidió modificar las futuras ediciones de la competición.

## Torneo

### Primera fase

#### Primera ronda
| 1 de junio de 2013, 15:00 | R. C. F. Bonavista | 6 - 0 | Sant Pere i Sant Pau | La Floresta, Tarragona |  |

| 1 de junio de 2013, 18:00 | Vallfogona Balaguer | 5 - 1 | C. F. Rosselló |  |  |

| 1 de junio de 2013, 18:00 | U. D. Marina | 1 - 1 | Atlético Polinyà |  |  |

| 2 de junio de 2013, 12:00 | F. C. Valldoreix | 3 - 3 | C. E. Tecnofútbol |  |  |

| 2 de junio de 2013, 12:00 | C. D. Trinidad | 5 - 1 | C. F. Singuerlin | Trinitat Vella, Barcelona |  |

| 2 de junio de 2013, 12:00 | C. E. Carme | 4 - 4 | U. E. Balconada | El Carme, Barcelona |  |

| 2 de junio de 2013, 12:00 | U. D. La Llàntia | 5 - 2 | P. B. Sant Celoni | La Llàntia, Mataró |  |

| 2 de junio de 2013, 17:00 | F. C. Pradenc | 5 - 1 | U. E. Sant Vicenç Torelló |  |  |

| 2 de junio de 2013, 18:00 | Besòs Barón Viver | 1 - 1 | Racing Sarrià | Trinitat Vella, Barcelona |  |

| 2 de junio de 2013, 18:00 | Sant Vicenç Horts | 2 - 4 | C. F. Pallejà | La Guardia, San Vicente dels Horts |  |

#### Segunda ronda
| 8 de junio de 2013, 17:00 | Viladamat C. F. | 0 - 1 | F. C. L'Escala | Viladamat Alzina, Viladamat |  |

| 8 de junio de 2013, 17:00 | C. E. Maià | 2 - 3 | A. E. Vilabertran |  |  |

| 8 de junio de 2013, 18:00 | Vallfogona Balaguer | 1 - 5 | C. A. Alpicat |  |  |

| 8 de junio de 2013, 18:00 | C. D. Palafolls | 1 - 2 | Sporting Vidrerenca | Palastadium Lluís Moner, Palafolls |  |

| 8 de junio de 2013, 18:15 | U. D. Marina | 2 - 3 | C. F. Pallejà | Polideportivo Arrahona-Merinals, Sabadell |  |

| 8 de junio de 2013, 18:30 | C. E. Carme | 0 - 4 | U. D. San Mauro | El Carme, Barcelona |  |

| 8 de junio de 2013, 19:00 | A. C. E. Unió Girona | 1 - 3 | C. D. Banyoles | Vedruna, Fornells de la Selva |  |

| 8 de junio de 2013, 20:00 | Sant Pere i Sant Pau | 1 - 2 | C. F. Canonja | Camp d'Esports, Tarragona |  |

| 9 de junio de 2013, 12:00 | Racing Sarrià | 1 - 4 | C. F. Badia del Vallès | Estadio UAB, Barcelona |  |

| 9 de junio de 2013, 16:30 | Valldoreix F. C. | 2 - 3 | C. D. Marianao Poblet | Vallvidrera, Barcelona |  |

| 9 de junio de 2013, 17:00 | Corbera d'Ebre C. F. | 1 - 7 | U. D. Jesús i Maria |  |  |

| 9 de junio de 2013, 18:00 | F. C. Pradenc | 0 - 1 | Sant Esteve Sesrovires |  |  |

| 9 de junio de 2013, 18:00 | C. D. Trinidad | 2 - 2 | F. A. Espluguenc | Trinitat Vella, Barcelona |  |

| 9 de junio de 2013, 19:00 | A. D. La Llàntia | 4 - 1 | U. D. Catalana |  |  |

| 9 de junio de 2013, 19:30 | C. F. Solsona | 2 - 1 | C. E. Súria |  |  |

#### Tercera ronda
| 15 de junio de 2013, 18:00 | Sant Esteve Sesrovires | 3 - 1 | U. D. San Mauro |  |  |

| 16 de junio de 2013, 11:45 | Canonja C. F. | 1 - 2 | U. D. Jesús i Maria |  |  |

| 16 de junio de 2013, 17:00 | Sporting Vidrerenca | 1 - 1 | C. D. Banyoles |  |  |

| 16 de junio de 2013, 18:00 | A. E. Vilabertran | 1 - 6 | F. C. L'Escala |  |  |

| 16 de junio de 2013, 18:00 | A. D. La Llàntia | 8 - 1 | C. D. Badia del Vallès |  |  |

| 16 de junio de 2013, 19:30 | C. F. Solsona | 1 - 1 | C. A. Alpicat |  |  |

| 19 de junio de 2013, 20:45 | C. F. Pallejà | 2 - 3 | F. A. Espluguenc |  |  |

### Segunda fase

#### Primera ronda
| 4 de agosto de 2013, 19:30 | A. D. La Llàntia | 2 - 4 | U. E. Vilassar de Mar |  |  |

| 8 de agosto de 2013, 22:00 | C. D. Banyoles | 0 - 2 | U. E. Olot | Miquel Coromina, Bañolas |  |

| 9 de agosto de 2013, 22:30 | U. D. Jesús i Maria | 1 - 4 | Gimnàstic de Tarragona | Estadio L'Aube, Deltebre |  |

| 10 de agosto de 2013, 19:00 | F. A. Espluguenc | 2 - 4 | C. F. Montañesa |  |  |

| 10 de agosto de 2013, 19:00 | U. E. Rapitenca | 1 - 1 | C. F. Reus Deportiu |  |  |

| 10 de agosto de 2013, 20:00 | C. A. Alpicat | 1 - 1 | C. F. Balaguer |  |  |

| 10 de agosto de 2013, 20:00 | Terrassa F. C. | 0 - 0 | U. E. Rubí |  |  |

| 10 de agosto de 2013, 20:30 | F. C. L'Escala | 0 - 2 | U. E. Figueres |  |  |

| 11 de agosto de 2013, 19:00 | U. E. Castelldefels | 2 - 0 | C. E. Europa |  |  |

| 11 de agosto de 2013, 19:00 | A. E. C. Manlleu | 0 - 1 | U. E. Vic |  |  |

| 11 de agosto de 2013, 19:00 | Sant Esteve Sesrovires | 2 - 7 | F. C. Vilafranca |  |  |

| 11 de agosto de 2013, 19:00 | Cerdanyola del Vallès | 2 - 2 | Atlético Gramenet |  |  |

| 11 de agosto de 2013, 19:00 | Palamós C. F. | 4 - 1 | U. E. Llagostera |  |  |

| 11 de agosto de 2013, 19:00 | C. D. Marianao Poblet | 1 - 1 | C. E. Júpiter |  |  |

| 11 de agosto de 2013, 19:00 | F. C. Santboià | 0 - 1 | U. E. Sant Andreu |  |  |

| 11 de agosto de 2013, 19:30 | F. C. Ascó | 1 - 0 | Lleida Esportiu |  |  |

| 11 de agosto de 2013, 20:00 | U. E. Cornellà | 0 - 0 | C. E. L'Hospitalet |  |  |

#### Segunda ronda
| 17 de agosto de 2013, 19:00 | U. E. Rapitenca | 0 - 1 | Gimnàstic de Tarragona |  |  |

| 17 de agosto de 2013, 19:30 | U. E. Castelldefels | 2 - 0 | U. E. Sant Andreu |  |  |

| 17 de agosto de 2013, 20:00 | F. C. Ascó | 5 - 1 | C. F. Balaguer |  |  |

| 17 de agosto de 2013, 20:00 | F. C. Vilafranca | 0 - 1 | U. E. Rubí |  |  |

| 17 de agosto de 2013, 20:00 | U. E. Cornellà | 1 - 1 | A. E. Prat |  |  |

| 18 de agosto de 2013, 10:00 | U. E. Olot | 0 - 0 | U. E. Figueres |  |  |

| 18 de agosto de 2013, 10:00 | Palamós C. F. | 4 - 0 | U. E. Vic |  |  |

| 18 de agosto de 2013, 10:00 | Cerdanyola del Vallès | 1 - 1 | U. E. Vilassar de Mar |  |  |

| 18 de agosto de 2013, 10:00 | C. E. Júpiter | 1 - 4 | C. F. Montañesa |  |  |

#### Tercera ronda
| 9 de octubre de 2013, 20:00 | F. C. Ascó | 0 - 0 | Gimnàstic de Tarragona |  |  |

| 9 de octubre de 2013, 20:30 | Cerdanyola del Vallès | 2 - 0 | U. E. Rubí |  |  |

| 9 de octubre de 2013, 20:30 | C. F. Montañesa | 1 - 1 | A. E. Prat |  |  |

| 9 de octubre de 2013, 20:45 | U. E. Figueres | 2 - 1 | Palamós C. F. |  |  |

#### Cuarta ronda
| 13 de noviembre de 2013, 19:30 | F. C. Ascó | 1 - 0 | U. E. Castelldefels |  |  |

| 13 de noviembre de 2013, 20:00 | Cerdanyola del Vallès | 1 - 0 | A. E. Prat |  |  |

#### Quinta ronda
| 20 de noviembre de 2013, 20:00 | Cerdanyola del Vallès        | 2 - 2   | U. E. Figueres              | La Bóbila, Sardañola del Vallés |                          |
|                                | Solano 16' · Sanz Estapé 51' | Reporte | Cornellá 28' · Teixidor 80' | Árbitro(s): Robas Bondia        | Árbitro(s): Robas Bondia |

#### Sexta ronda
Los clasificados se enfrentan a los equipos de Segunda División.
| 4 de marzo de 2014, 20:45 | U. E. Figueres | 0 - 0 | Girona F. C. |  |  |

| 5 de marzo de 2014, 20:00 | F. C. Ascó | 1 - 1 | C. E. Sabadell F. C. |  |  |

### Fase final
Los clasificados se enfrentan a los equipos de Primera División.

#### Semifinales
| 13 de mayo de 2014, 19:15 | C. E. Sabadell F. C. | 1 - 2   | R. C. D. Espanyol            | Montilivi, Gerona           |                             |
|                           | Clerc 48'            | Reporte | Jhon Córdoba 25' · Pizzi 28' | Árbitro(s): Sauleda Torrent | Árbitro(s): Sauleda Torrent |

| 13 de mayo de 2014, 21:45 | Girona F. C.    | 2 - 3   | F. C. Barcelona                             | Montilivi, Gerona          |                            |
|                           | Chando 34', 67' | Reporte | Babunski 18' · Cuenca 65' (pen.) · Ilie 77' | Árbitro(s): Simón Del Pino | Árbitro(s): Simón Del Pino |

#### Final[2]
| 1          | POR        | Adrián Ortolá     |     |
| 3          | DEF        | Sergi Gómez       | 85' |
| 2          | DEF        | Frank Bagnack     |     |
| 4          | DEF        | Patric Gabarrón   |     |
| 5          | DEF        | Lucas Gafarot     |     |
| 6          | MED        | Ilie Sánchez      | 46' |
| 8          | MED        | David Babunski    | 33' |
| 11         | MED        | Denis Suárez      |     |
| 7          | DEL        | Dani Nieto        | 33' |
| 10         | DEL        | Javier Espinosa   | 33' |
| 9          | DEL        | Sandro Ramírez    | 65' |
| Entrenador | Entrenador | Eusebio Sacristán |     |

| 1          | POR        | "Koke" Ruiz Ojeda |     |
| 2          | DEF        | Rober Correa      | 24' |
| 4          | DEF        | Antonio Raillo    |     |
| 5          | DEF        | Eric Bertrand     |     |
| 3          | DEF        | Rubén Duarte      | 68' |
| 7          | MED        | Iván Sales        | 60' |
| 6          | MED        | Marc Caballé      |     |
| 8          | MED        | Joan Jordan       | 84' |
| 10         | DEL        | Alberto Castaño   | 68' |
| 11         | DEL        | Jairo Morillas    |     |
| 9          | DEL        | Mamadou Sylla     | 73' |
| Entrenador | Entrenador | Sergio González   |     |

| 18 | MED | Wilfrid Kaptoum    | 33' |
| 16 | DEL | Adama Traoré       | 33' |
| 17 | DEL | Munir El Haddadi   | 33' |
| 14 | MED | Sergi Samper       | 46' |
| 15 | DEF | Alejandro Grimaldo | 65' |
| 12 | DEF | Roger Riera        | 85' |

| 14 | DEF | Héctor Rodríguez | 24' |
| 17 | MED | Xavi Puerto      | 60' |
| 18 | MED | Julián Luque     | 68' |
| 16 | DEF | Aarón Martín     | 68' |
| 15 | MED | Borja Martínez   | 73' |
| 12 | DEF | Ferran Monzó     | 84' |

| Amonestado | 89' | Patric Gabarrón |

| Amonestado | 89' | Eric Bertrand |

| Patric Gabarrón    | Acierto de penal | 1:0 | Fallo de penal   | Héctor Rodríguez |
| Wilfrid Kaptoum    | Acierto de penal | 2:1 | Acierto de penal | Ferran Monzó     |
| Denis Suárez       | Fallo de penal   | 2:1 | Fallo de penal   | Antonio Raillo   |
| Alejandro Grimaldo | Fallo de penal   | 2:2 | Acierto de penal | Borja Martínez   |
| Munir El Haddadi   | Acierto de penal | 3:2 | Fallo de penal   | Jairo Morillas   |

| Árbitro:             | David Medie Jiménez      |
| Árbitros asistentes: | Javier Aguilar Rodríguez |
| Árbitros asistentes: | Rafael Orellana Benítez  |
| Cuarto árbitro:      | Pere Barceló Roca        |
|                      |                          |

| 1          | POR        | Adrián Ortolá     |     |
| 3          | DEF        | Sergi Gómez       | 85' |
| 2          | DEF        | Frank Bagnack     |     |
| 4          | DEF        | Patric Gabarrón   |     |
| 5          | DEF        | Lucas Gafarot     |     |
| 6          | MED        | Ilie Sánchez      | 46' |
| 8          | MED        | David Babunski    | 33' |
| 11         | MED        | Denis Suárez      |     |
| 7          | DEL        | Dani Nieto        | 33' |
| 10         | DEL        | Javier Espinosa   | 33' |
| 9          | DEL        | Sandro Ramírez    | 65' |
| Entrenador | Entrenador | Eusebio Sacristán |     |

| 1          | POR        | "Koke" Ruiz Ojeda |     |
| 2          | DEF        | Rober Correa      | 24' |
| 4          | DEF        | Antonio Raillo    |     |
| 5          | DEF        | Eric Bertrand     |     |
| 3          | DEF        | Rubén Duarte      | 68' |
| 7          | MED        | Iván Sales        | 60' |
| 6          | MED        | Marc Caballé      |     |
| 8          | MED        | Joan Jordan       | 84' |
| 10         | DEL        | Alberto Castaño   | 68' |
| 11         | DEL        | Jairo Morillas    |     |
| 9          | DEL        | Mamadou Sylla     | 73' |
| Entrenador | Entrenador | Sergio González   |     |

| 18 | MED | Wilfrid Kaptoum    | 33' |
| 16 | DEL | Adama Traoré       | 33' |
| 17 | DEL | Munir El Haddadi   | 33' |
| 14 | MED | Sergi Samper       | 46' |
| 15 | DEF | Alejandro Grimaldo | 65' |
| 12 | DEF | Roger Riera        | 85' |

| 14 | DEF | Héctor Rodríguez | 24' |
| 17 | MED | Xavi Puerto      | 60' |
| 18 | MED | Julián Luque     | 68' |
| 16 | DEF | Aarón Martín     | 68' |
| 15 | MED | Borja Martínez   | 73' |
| 12 | DEF | Ferran Monzó     | 84' |

| Amonestado | 89' | Patric Gabarrón |

| Amonestado | 89' | Eric Bertrand |

| Patric Gabarrón    | Acierto de penal | 1:0 | Fallo de penal   | Héctor Rodríguez |
| Wilfrid Kaptoum    | Acierto de penal | 2:1 | Acierto de penal | Ferran Monzó     |
| Denis Suárez       | Fallo de penal   | 2:1 | Fallo de penal   | Antonio Raillo   |
| Alejandro Grimaldo | Fallo de penal   | 2:2 | Acierto de penal | Borja Martínez   |
| Munir El Haddadi   | Acierto de penal | 3:2 | Fallo de penal   | Jairo Morillas   |

| Árbitro:             | David Medie Jiménez      |
| Árbitros asistentes: | Javier Aguilar Rodríguez |
| Árbitros asistentes: | Rafael Orellana Benítez  |
| Cuarto árbitro:      | Pere Barceló Roca        |
|                      |                          |